# Peter Bruckmann (Bildhauer)

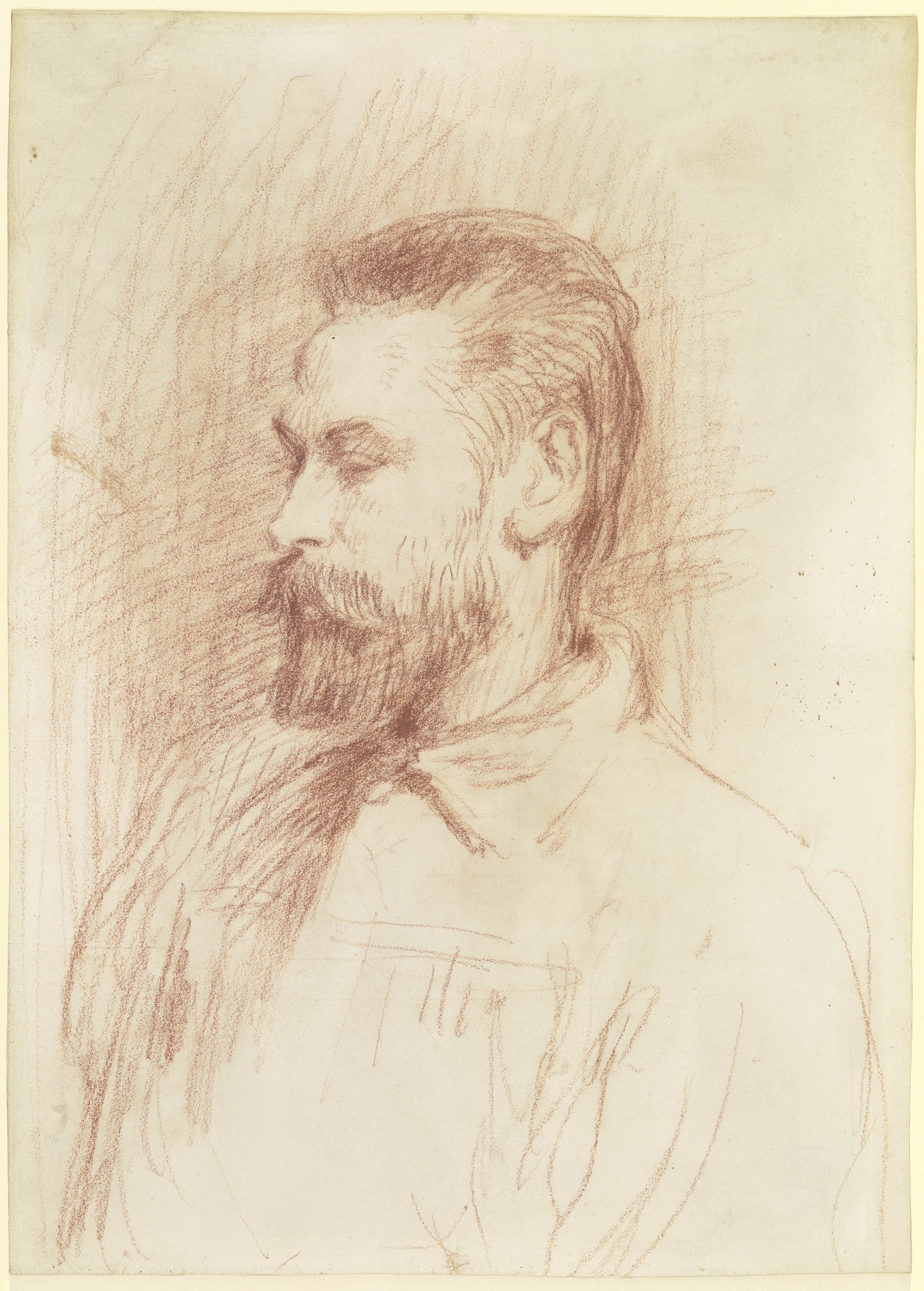
Peter Bruckmann, um 1883, Rötelzeichnung von Hans von Marées, Städelsches Kunstinstitut, Frankfurt am Main

Peter Bruckmann (* 13. August 1850 in Heilbronn; † 24. Dezember 1925 in Solln bei München) war ein deutscher Bildhauer.

## Leben

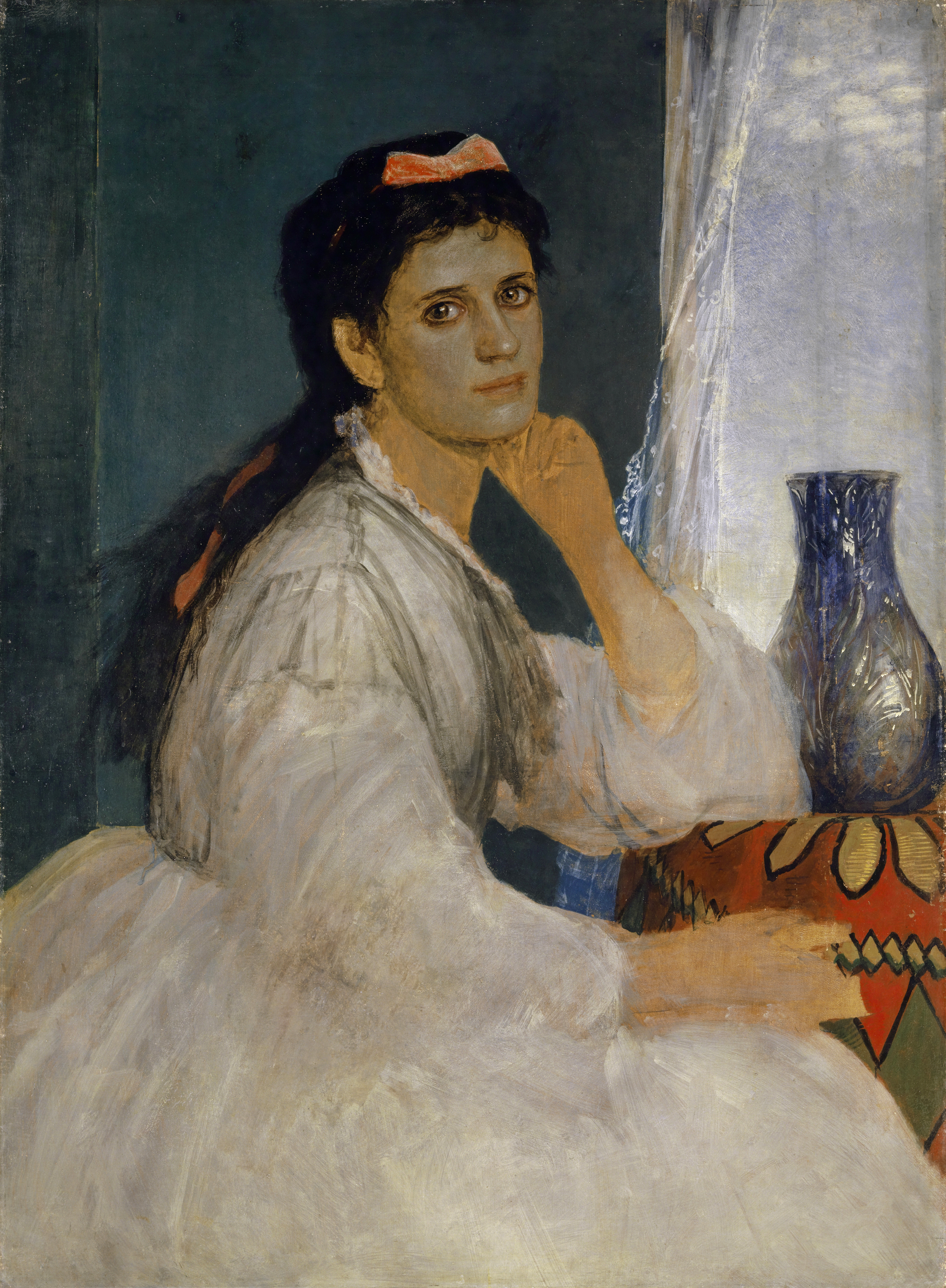
Arnold Böcklin, Bildnis Clara Böcklin, älteste Tochter des Künstlers, 1872–1873, Kunstmuseum Basel

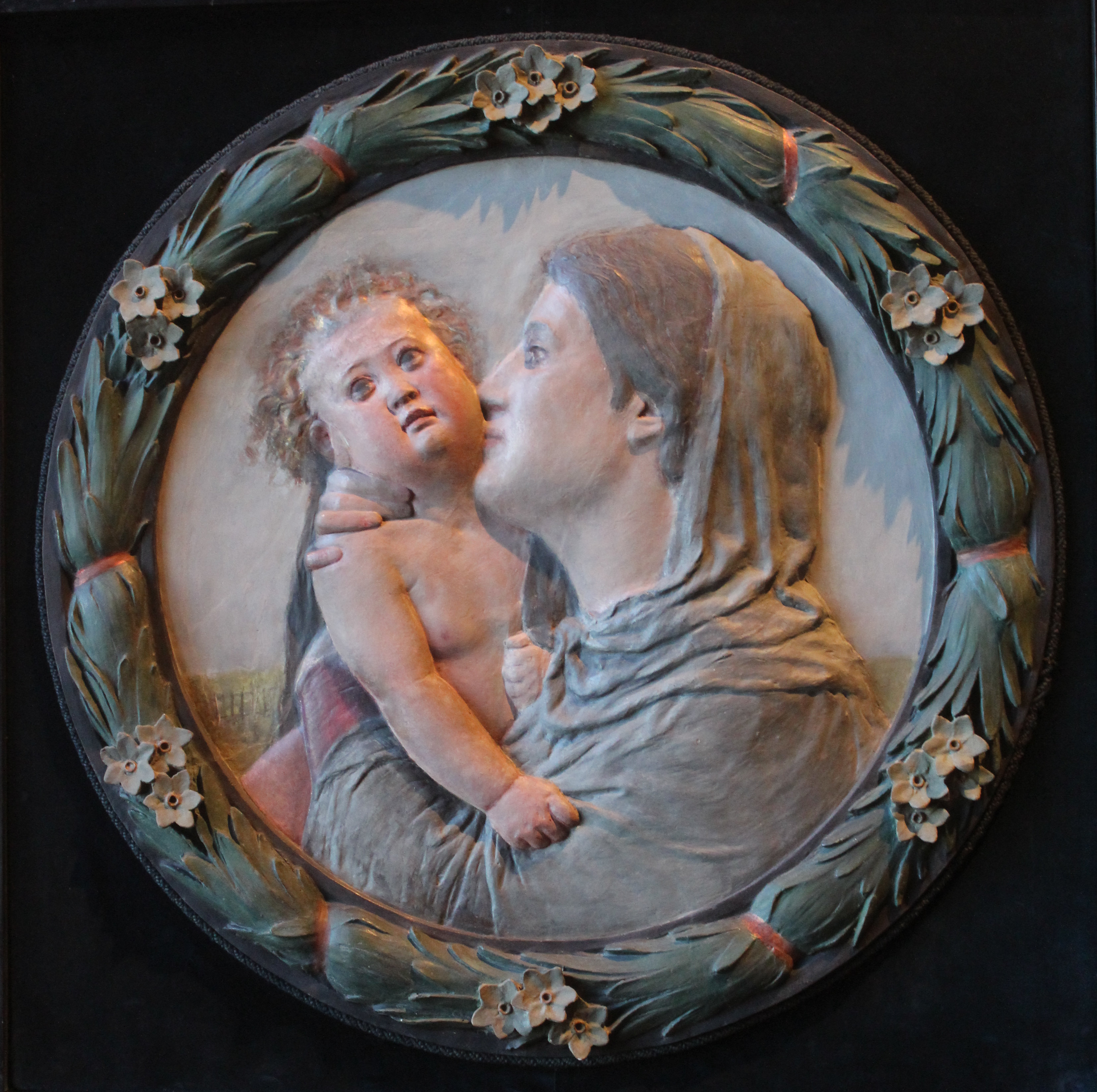
Mutter mit Kind, Gemeinschaftsarbeit von Bruckmann (Gipsrelief) und Böcklin (Bemalung), 1888, Staatliche Kunstsammlungen Dresden

Er entstammte der Heilbronner Industriellenfamilie Bruckmann. Sein Großvater war der Firmengründer Georg Peter Bruckmann gewesen. Sein Vater Wolfgang August Peter Bruckmann (1818–1891) war ein Sohn aus der zweiter Ehe des Firmengründers, seine Mutter Fanny geb. Schaeuffelen war eine Tochter des Papierfabrikanten Gustav Schaeuffelen.
Er nahm als Freiwilliger am Deutsch-Französischen Krieg teil. Am 25. Oktober 1873 schrieb er sich an der Münchner Akademie der Bildenden Künste für das Fach Bildhauerei ein. Auch Anton Hess bildete ihn in seinem Atelier aus. Durch Hans von Marées lernte Bruckmann Arnold Böcklin kennen. Ihm folgte er nach Florenz und heiratete dort 1876 dessen Tochter Clara (1855–1928). Von 1881 bis 1884 lebte Bruckmann in Rom, wo er sich Hans von Marées und dessen Kreis anschloss. Ab 1885 lebte er in Zürich und arbeitete gemeinsam mit Böcklin an einer Reihe polychromer plastischer Werke. Viele seiner Arbeiten scheinen von Böcklin angeregt worden zu sein.
Nahe der Villa Bellagio in Fiesole, dem Alterswohnsitz seines Schwiegervaters, besaß Bruckmann die Villa Miralunga, deren Loggia er 1903 von Theodor Riegel (* 1866) mit einem pittoresk verfremdeten pompejanischen Dekor überziehen ließ.